# 바람개비 (영화)
《바람개비》는 2023년에 개봉한 대한민국의 영화이다.

## 캐스팅
- 차선우 : 정훈 역
- 유지애 : 승희 역
- 이원석 : 족제비 역
- 김소희 : 미자 역
- 서지후 : 재성 역
- 오재무 : 광식 역
- 최원준 : 떡배 역
- 이상훈 : 기석 역
- 조민혁 : 영기 역
- 김건보 : 준용 역
- 김수경 : 영지 역
- 신혜영 : 진희 역
- 양귀례 : 할매 역
- 안민영 : 행숙 역
- 이하빈 : 족제비패거리1 역
- 박동호 : 족제비패거리2 역
- 허지웅 : 족제비패거리3 역
- 김용수 : 영배 역
- 최민 : 태식 역
- 조단 : 어린정훈 역
- 신형기 : 정훈부 역
- 이익수 : 할배 역
- 안형주 : 코치 역
- 김종현 : 깡재 역
- 황성현 : 담당의 역
- 윤동주 : 의사1 역
- 차서하 : 의사2 역
- 박기표 : 교도관 역
- 전서영 : 간호사 역
- 김원범 : 중년남 역
- 서은진 : 부인 역
- 최명숙 : 단골손님 역
- 윤송하 : 미용실손님 역
- 송인호 : 떴다학생 역
- 이동건 : 반장 역
- 김지성 : 학생들 역
- 조이제 : 학생들 역
- 정우재 : 학생들 역
- 김태환 : 학생들 역
- 최은성 : 학생들 역
- 여명 : 학생들 역
- 김재원 : 학생들 역
- 노윤호 : 학생들 역
- 장혜성 : 학생들 역
- 김도경 : 학생들 역
- 한승수 : 학생들 역
- 김현우 : 학생들 역
- 정진훈 : 학생들 역
- 이정훈 : 영배패거리 역
- 백승연 : 영배패거리 역
- 정호성 : 영배패거리 역
- 전성열 : 영배패거리 역
- 이형준 : 영배패거리 역
- 김단우 : 영배패거리 역
- 이승환 : 영배패거리 역
- 김유겸 : 영배패거리 역
- 박준현 : 영배패거리 역
- 남병우 : 영배패거리 역
- 하현우 : 영배패거리 역
- 김행준 : 영배패거리 역
- 최부건 : 영배패거리 역
- 박성한 : 영배패거리 역
- 윤용수 : 태식조직원 역
- 문요한 : 태식조직원 역
- 김동의 : 태식조직원 역
- 서진수 : 태식조직원 역
- 남영진 : 태식조직원 역
- 김재성 : 태식조직원 역
- 강세윤 : 태식조직원 역
- 김현호 : 기석조직원 역
- 김권중 : 기석조직원 역
- 김중선 : 기석조직원 역
- 박현준 : 기석조직원 역
- 전희태 : 기석조직원 역
- 문유성 : 기석조직원 역
- 정호원 : 기석조직원 역
- 김주하 : 기석조직원 역
- 윤기원 : 살인마 역 (특별출연)
- 김경화 : 정훈모 역 (특별출연)
- 김강현 : 부동산중개인 역 (특별출연)
- 유준혁 : 학교후배 역 (특별출연)